# 윌리엄 포레스트
윌리엄 포레스트(William Forrest, 1902년 10월 10일 ~ 1989년 1월 26일)는 미국의 영화 배우, 연극 배우, 텔레비전 배우이다.

## 영화
- 빌리 더 키드 버서스 드라큐라 (1966년)
- 이웃 만들기 (1964년)
- 샤이안 (1964년)
- 틱클리시 어페어 (1963년)
- 존 웨인의 기병대 (1959년)
- 선셋 77번가 (1958년)
- 러빙 유 (1957년)
- 성공의 달콤한 향기 (1957년)
- 감옥록 (1957년)
- 파드너스 (1956년)
- 걸 인 더 레드 벨벳 스윙 (1955년)
- 프란시스 인 더 네이비 (1955년)
- 피터라 불리는 사나이 (1955년)
- 용감한 린티 (1954년)
- 라틴 러버스 (1953년)
- 에디 캔터 스토리 (1953년)
- 데스티네이션 고비 (1953년)
- 화성에서 온 침입자 (1953년)
- 데드라인 - U.S.A. (1952년)
- 빅 짐 맥레인 (1952년)
- 아윌 씨 유 인 마이 드림스 (1951년)
- 낸시 리오 가다 (1950년)
- 씨비스킷 이야기 (1949년)
- 론 레인저 - 49년 시리즈 (1949년)
- 룩 포 더 실버 리닝 (1949년)
- 즐거운 여름 (1949년)
- 홈커밍 (1948년) - 파티 게스트 역
- 쓰리 다링 다터스 (1948년)
- 욕망의 상속자 (1947년)
- 릿, 퍼팃, 앤 곤 (1947년)
- 마더 워 타이츠 (1947년)
- 독신남 (1947년)
- 34번가의 기적 (1947년)
- 이혼의 아이들 (1946년)
- 틸 더 클라우즈 롤 바이 (1946년)
- 졸슨 스토리 (1946년)
- 솔티 오로키 (1945년)
- 닻을 올리고 (1945년)
- 히어 컴 더 웨이브스 (1944년)
- 포 질스 인 어 지프 (1944년)
- 폴로우 더 보이즈 (1944년)
- 윙클씨 전쟁에 가다 (1944년)
- 로라 (1944년)
- 콜벳 K-225 (1943년)
- 두 베리 워즈 어 레이디 (1943년)
- 에어 포스 (1943년)
- 럭키 조단 (1942년)
- 배니싱 버지니안 (1942년)
- 프라이오러티스 온 퍼레이드 (1942년)
- 마이 페이버릿 스파이 (1942년)
- 마이 페이버릿 브론드 (1942년)
- 인 디스 아워 라이프 (1942년)
- 성조기의 행진 (1942년)
- 라이프 비긴즈 포 앤디 하디 (1941년)
- 위크-엔드 인 하바나 (1941년)
- 네이비 블루스 (1941년)
- 선 밸리 세레나데 (1941년)
- 그린 호넷 2 (1941년)
- 천국의 사도 조단 (1941년)